# War Pigs
«War Pigs» — песня британской рок-группы Black Sabbath, она открывает второй студийный альбом группы Paranoid. Песня была написана музыкантами в знак протеста против войны во Вьетнаме.
В аннотации буклета к концертному альбому Reunion говорится, что первоначально композиция имела название «Walpurgis» и другой текст. Тексты и название были изменены во время записи Paranoid. В оригинальном варианте была выпущена Оззи Осборном на диске «The Ozzman Cometh».
Заключительная часть «War Pigs» имеет своё название, «Luke’s Wall» (названный в честь двух человек, сопровождавших группу в дороге: Geoff «Luke» Lucas и Spock Wall) и имеет более мелодичный тон, чем остальная часть песни.
«War Pigs» номинирована как № 2 в «100 лучших металических композиций» и как № 56 в списке 100 лучших гитарных соло. В марте 2023 года группа авторов американского издания Rolling Stone включила композицию в список «100 величайших хеви-метал песен всех времён». В этом рейтинге она заняла 5-ю позицию.
После террористических атак на США 11 сентября 2001 года песня была включена в список неуместных к распространению на радио песен.

## Интересные факты
- Песня звучит в трейлере компьютерной игры Gears Of War 3[8].
- В американском издании «War Pigs» значилась как «War Pigs/Luke’s Wall»[9].
- В списке ста лучших каверов по версии журнала Metal Hammer песня в исполнении Faith No More заняла 26-е место.[10]
- Песня звучит в фильме «300 спартанцев: Расцвет империи».
- Композиция использована также во втором сезоне сериала «Фарго».
- Фрагментом композиции War Pigs открывались концерты группы Judas Priest во время их мирового турне под названием Epitaph.(War Pigs (Black Sabbath song)/Battle Hymn)[11]

## Участники записи
- Тони Айомми — гитара
- Оззи Осборн — вокал
- Гизер Батлер — бас-гитара
- Билл Уорд — ударные